# Elecciones generales de Dominica de 1961
Las elecciones generales tuvieron lugar en Dominica el 17 de enero de 1961. El Partido Laborista de Dominica obtuvo la mayoría del Congreso, ganando 7 de los 11 escaños disputados. La participación fue del 76,9 %.

## Resultados
| Partido                                          | Votos  | %    | Escaños | +/-   |
| ------------------------------------------------ | ------ | ---- | ------- | ----- |
| Partido Laborista de Dominica                    | 7,848  | 47.5 | 7       | Nuevo |
| Partido Popular Unido de Dominica                | 4,322  | 25.6 | 4       | Nuevo |
| Partido de Todos los Industriales y Agricultores | 1,333  | 8.1  | 0       | Nuevo |
| Movimiento de Campesinos y Trabajadores          | 487    | 2.9  | 0       | Nuevo |
| Partido Democrático de Dominica                  | 125    | 0.8  | 0       | Nuevo |
| Independientes                                   | 2,539  | 15.4 | 0       | -8    |
| Votos blancos/nulos                              | 1,056  | -    | -       | -     |
| Total                                            | 17,571 | 100  | 11      | +3    |
| Fuente: Nohlen                                   |        |      |         |       |